# KRT35
KRT35 هوَ كيراتين يُشَفر بواسطة جين KRT35 في الإنسان.